# Jan Szafraniec (polityk)
Jan Szafraniec (ur. 22 kwietnia 1939 w Żabnie) – polski polityk, nauczyciel akademicki, psychiatra, w latach 1993–1999 członek Krajowej Rady Radiofonii i Telewizji, senator II, V i VI kadencji.

## Życiorys
Ukończył studia na Wydziale Filozofii Chrześcijańskiej Katolickiego Uniwersytetu Lubelskiego oraz Wydziale Lekarskim Akademii Medycznej w Białymstoku. Uzyskał następnie stopień doktora nauk medycznych, został psychologiem klinicznym i lekarzem psychiatrą, pracował jako adiunkt na białostockiej Akademii Medycznej. Pełnił funkcje rektora Szkoły Wyższej im. Bogdana Jańskiego w Warszawie i Wyższej Szkoły Zarządzania i Przedsiębiorczości im. Bogdana Jańskiego w Łomży.
W latach 1986–1990 był członkiem Prymasowskiej Rady Społecznej, w okresie 1990–1993 stał na czele Biskupiej Rady Społecznej Archidiecezji w Białymstoku. Działa w Klubie Inteligencji Katolickiej w Białymstoku, Towarzystwie Przyjaciół Chorych „Hospicjum”, Stowarzyszeniu Lekarzy Katolickich. Od 1997 jest kawalerem Zakonu Rycerskiego Grobu Bożego w Jerozolimie. Współpracownik Radia Maryja, m.in. wszedł w skład Krajowego Sekretariatu SOS dla Radia Maryja.
W latach 1991–1993 zasiadał w Senacie II kadencji z ramienia Zjednoczenia Chrześcijańsko-Narodowego z województwa białostockiego. Pracował w Komisji Kultury, Środków Przekazu, Nauki i Edukacji Narodowej oraz Komisji Konstytucyjnej Zgromadzenia Narodowego. W 1993 został z wyboru Senatu członkiem Krajowej Rady Radiofonii i Telewizji, w 1995 jego mandat na kolejne cztery lata przedłużył prezydent Lech Wałęsa. W 2000 ubiegał się o stanowisko rzecznika praw dziecka. W 2001 ponownie został senatorem V kadencji z ramienia Ligi Polskich Rodzin w okręgu białostockim, przewodniczył Kołu Senatorskiemu Ligi Polskich Rodzin i był członkiem Komisji Kultury i Środków Przekazu. Po raz trzeci uzyskał mandat senatorski w 2005 z ramienia LPR. W trakcie kadencji zasiadał w Senatorskim Klubie Narodowym.
W 2007 odszedł z LPR i w wyborach parlamentarnych w tym samym roku bez powodzenia ubiegał się o reelekcję z listy Prawa i Sprawiedliwości (zajął czwarte miejsce spośród jedenastu kandydatów).

## Życie prywatne
Żonaty (żona Zofia Zabrocka-Szafraniec), ma dwóch synów (Macieja i Marcina).